# Матвеев, Александр Иванович (капитан 1-го ранга)
Александр Иванович Матвеев (28 октября 1907, Санкт-Петербург — 29 августа 1978, Ленинград) — советский военачальник, капитан 1-го ранга, командовал соединениями подводных лодок ТОФ и КБФ.

## Биография
Родился в семье железнодорожного рабочего. В 14 лет потерял отца, работал, был вожатым одного из первых пионерских отрядов города, ходил в тельняшке, мечтал о море и путешествиях, водил отряд в походы и в Школу подплава, где ребят учили вязать морские узлы, пользоваться азбукой Морзе, флаговой азбукой и кормили флотскими щами. В 1924 году вступил в комсомол.
В 1925 году по разверстке ЦК Комсомола был направлен в Высшее военно-морское училище им. М. В. Фрунзе. Будучи курсантом, в 1928 и 1930 гг. участвовал в заграничных походах на крейсере «Аврора» (Норвегия, Дания). Училище закончил в феврале 1931 года, был направлен на КБФ, на ПЛ «Товарищ» (бывшая ПЛ «Тур» из подводных лодок типа «Барс») вахтенным начальником и минером, а в 1932 г. после окончания офицерского класса Учебного отряда подводного плавания — помощником командира на ПЛ «Народоволец» (из первых советских подводных лодок типа «Декабрист»).
В конце 1932 года в связи с организацией морских сил Дальнего Востока был откомандирован во Владивосток и назначен помощником командира ПЛ Щ-107 (ПЛ «Сиг» типа «Щука»), а с мая 1934 по 1937 год — командиром ПЛ Щ-114 (ПЛ «Севрюга»). В ноябре 1936 г. участвовал в разработке и проведении экспериментального автономного похода по увеличению непрерывного пребывания ПЛ под водой. Тактико-техническая норма была трое суток, Щ-114 находилась под водой 12 суток за счет запаса воздуха высокого давления, чем был поставлен по тому времени мировой рекорд подводной автономности. В том же году личный состав подлодки добился высоких показателей в боевой подготовке и приказом НКО ПЛ Щ-114 была объявлена в числе лучших подводных лодок РКВМФ. В 1937 г. Матвеев был принят в члены КПСС и в том же году назначен командиром дивизиона ПЛ, в следующем — командиром бригады ПЛ ТОФ, которая базировалась во флотском экипаже.
Зимой 1938 года, предупрежденный товарищем о готовящемся аресте, Матвеев тайно выехал с семьей в Москву, его освободили от службы, однако в марте 1939 г. приказ о демобилизации был отменен и получено назначение старшим преподавателем в Высшее военно-морское инженерное училище им. Дзержинского. С курсантами участвовал в шлюпочном походе из Мурманска в Баку. Затем командовал 4-й бригадой ПЛ КБФ, которая базировалась в Кронштадте и Ораниенбауме.
В состав 4-й бригады входил крейсер «Аврора» как плавбаза для личного состава. Так крейсер доживал свой век. Механизмы его были изношены, котлы и машины выведены из строя, но корпус был в хорошем состоянии. Различные комиссии решали судьбу корабля и нашли, что дальнейшее использование «Авроры» невозможно, ее нужно пустить на слом. В январе сорок первого года Матвеев отправил письмо наркому ВМФ с предложением установить «Аврору» на вечную стоянку как исторический корабль. Предложение было принято, но осуществлению помешала война. В августе сорок четвертого года исполком Ленинграда принял решение об установке крейсера на вечную стоянку, что и осуществилось в 1948 году.
В 1940 году Матвеев был утвержден слушателем Военно-морской Академии.  
С началом Великой Отечественной войны на Чёрном море. Весной 1942 года назначен начальником  штаба Новороссийской ВМБ ЧФ, затем старшим морским начальником  порта Очамчира Потийской ВМБ (1942), флагманским подводником штаба ЧФ (1942-1943), командиром маневренной базы Ахтари и Темрюка Азовской военной флотилии ЧФ (1943—1944), с сентября 1944 года начальником  штаба Астраханской ВМБ Каспийской военной флотилии. В 1945 г. Матвеев начальник штаба соединений кораблей КБФ, освобождавших Моондзундские острова в Эстонии. 
После войны Матвеев служил командиром ОВРа в Усть-Двинске, Курессааре, Вентспилсе и командиром дивизии ОВРа Главной базы КБФ в Таллинне. Командовал отрядом кораблей, передаваемых польскому флоту (Гдыня), совершал учебные походы с курсантами в Германию (Росток) и в Болгарию (Варна). С 1952 по 1962 год — командир курса в Военно-Морской Академии, начальник кафедры военно-морских дисциплин в Высшем военно-морском училище инженеров оружия.  
В 1947-1957 годах написал две книги: «Моондзундский архипелаг» (закрытое издание), «В боях за Моондзунд» (историко-географический очерк). В 1958 г. Министерством высшего образования Матвееву присвоено ученое звание доцента. 
Закончил службу на Северном флоте в должности начальника штаба Экспедиции особого назначения по переводу кораблей из Мурманска во Владивосток по Северному морскому пути. В 1964 г. вышел в отставку.
В 1945 г. — действительный член Всесоюзного географического общества при Академии наук СССР, на III и IV съездах был избран в ревизионную комиссию и являлся ее председателем в течение 10 лет. Принимал участие в работе Военно-научного общества при Военно-морском музее в секции подводников.